# 恰克拉塔
恰克拉塔（Chakrata），是印度北阿坎德邦Dehradun县的一个城镇。总人口3497（2001年）。

## 人口
该地2001年总人口3497人，其中男性2165人，女性1332人；0—6岁人口420人，其中男224人，女196人；识字率74.89%，其中男性为80.69%，女性为65.47%。